# Festival Internazionale di Musica Janáček di Maggio
Il Festival Internazionale di Musica Janáček di Maggio (Mezinárodní hudební festival Janáčkův máj) è un festival annuale di musica classica fondato a Ostrava, vicino alla città natale di Janáček, Hukvaldy, nel 1976. Il festival di solito dura tre settimane tra la fine di maggio e l'inizio di giugno.